# ریتا دگوژمان
ریتا دگوژمان (انگلیسی: Rita De Guzman؛ زادهٔ ۱۵ سپتامبر ۱۹۹۵) یک هنرپیشه، مدل و خواننده اهل فیلیپین است. او در فیلمهای متعددی به ایفای نقش پرداخته از جمله:
The Strangers،Bahay Kubo: A Pinoy Mano Po